# Rame
Il rame è l'elemento chimico con simbolo Cu. È anche chiamato "oro rosso" per via della sua colorazione e in parte per il suo valore.

## Storia ed etimologia

### Etimologia
Il nome deriva dal latino parlato aramen (parola già attestata nel 950) per il tardo aeramen, e questo da aeramentum (piatto o utensile in bronzo o rame), un derivato della voce del latino classico aes (genitivo: aeris), che significa "rame" o "bronzo". Nomi odierni derivati da questo si ritrovano in italiano (rame), in aragonese (arambre) e in alcuni dialetti italiani.
Solo più tardi venne sostituito (Plinio) dalla parola cuprum, da cui deriva il simbolo chimico dell'elemento. Cupra, molto simile a kypros soprannome di venere, è una divinità adorata nel territorio Piceno e legata al commercio oltre che alla fertilità. Diversi studi locali la rendono derivante dagli influssi arcaici provenienti da Cipro.
In epoca romana la maggior parte del rame era estratta dall'isola di Cipro, realtà che veniva sottolineata con il termine aes Cyprium, "rame o bronzo di Cipro". In epoca romana, infatti, non si faceva differenza tra rame e bronzo. Per gli antichi Greci invece il termine era χαλκός (khalcós), dal quale derivano i nomi di alcuni minerali del rame, come la calcopirite e la calcocite, ma anche il nome generico degli elementi del gruppo 16, i calcogeni.

### Storia
Il rame era noto ad alcune delle civiltà più antiche registrate e ha una storia d'uso di almeno 10.000 anni. Un pendente in rame nativo datato attorno al 9.500 a.C. è stato trovato nella grotta Šhanidar nei monti Zagros (Iraq).
Esistono reperti derivanti dalla fusione del rame datati prima del 5.000 a.C. ottenuti dalla raffinazione del rame a partire da composti semplici come la malachite o l'azzurrite. Tra i siti archeologici in Anatolia, Çatalhöyük (~6000 a.C.) presenta manufatti di rame e perline di piombo fuso, ma non rame fuso. Tuttavia, Can Hasan (~5000 a.C.) aveva accesso a rame fuso. Questo sito ha prodotto il più antico manufatto conosciuto di rame fuso, una testa di mazza in rame. In Turchia sono stati ritrovati altri oggetti in rame risalenti al 7000 a.C.
La fusione del rame sembra essere stata sviluppata indipendentemente in diverse parti del mondo. Oltre al suo sviluppo in Anatolia intorno al 5000 a.C., è stata sviluppata in Cina prima del 2800 a.C., nelle Ande intorno al 2000 a.C., in America Centrale intorno al 600 d.C., e nell'Africa Occidentale intorno al 900 d.C.
Il rame è presente in molti manufatti della Civiltà della Valle dell'Indo intorno al terzo millennio a.C. In Europa, Ötzi, l'Uomo del Ghiaccio, un maschio ben conservato datato al 3200 a.C., è stato trovato con un'ascia con punta di rame il cui metallo era puro al 99,7%. Alti livelli di arsenico nei suoi capelli suggeriscono che fosse coinvolto nella fusione del rame.
Ci sono manufatti di rame e bronzo provenienti dalle città sumeriche datate al 3000 a.C., e manufatti egiziani di rame e leghe rame-stagno quasi altrettanto antichi. In una piramide, è stato trovato un sistema idraulico di rame vecchio di 5000 anni. Gli Egizi scoprirono che aggiungendo una piccola quantità di stagno il metallo diventava più facile da fondere, così le leghe di bronzo furono trovate in Egitto quasi subito dopo la scoperta del rame.
In America, la produzione nel Complesso del Vecchio Rame, situato nell'attuale Michigan e Wisconsin, è stata datata tra il 6000 e il 3000 a.C.
Entro il 2000 a.C., l'Europa utilizzava leghe rame-stagno o bronzo. L'uso del bronzo divenne così diffuso in un certo periodo (≈2500 a.C. - 600 a.C.) che è stato chiamato Età del Bronzo. Il periodo di transizione in alcune regioni tra il precedente periodo Neolitico e l'Età del Bronzo è chiamato Calcolitico ("pietra di rame"), con alcuni utensili di rame di elevata purezza usati accanto agli strumenti di pietra. L'ottone era noto ai Greci, ma divenne un supplemento significativo al bronzo solo durante l'impero romano.
Verso la fine del III millennio a.C., a Saint-Véran (Francia) era nota la tecnica per staccare un pezzo del minerale, batterlo e scaldarlo presso una miniera di rame a un'altitudine di 2.500 metri.
Durante l'Età del bronzo, il rame veniva estratto in diverse miniere in Gran Bretagna e Irlanda, in particolare nella zona sud-occidentale della contea di Cork, nella Scozia occidentale e settentrionale, sull'isola di Anglesey, nella contea di Cheshire, nelle Staffordshire Moorlands e sull'Isola di Man.
L'estrazione del rame negli Stati Uniti ebbe inizio con lavorazioni marginali da parte dei nativi americani e con alcuni sviluppi da parte dei primi spagnoli. Si sa che il rame veniva estratto da siti sull'Isola Royale con strumenti primitivi di pietra tra il 800 e il 1600 d.C. Gli europei estraevano rame nel Connecticut già nel 1709. La più antica miniera di rame su larga scala probabilmente fu la storica miniera Elizabeth nel Vermont. Risalente al 1700, "la Liz" produsse rame fino alla sua chiusura nel 1958. L'espansione verso ovest portò a un incremento dello sfruttamento del rame con lo sviluppo di depositi significativi nel Michigan e in Arizona durante il 1850 e poi in Montana durante il 1860.
Il rame fu estratto ampiamente nella Penisola di Keweenaw nel Michigan, con il cuore dell'estrazione presso la produttiva miniera Quincy. L'Arizona possedeva molti depositi notevoli, tra cui la Copper Queen a Bisbee e la United Verde a Jerome. La miniera Anaconda a Butte, Montana, divenne il principale fornitore di rame della nazione nel 1886. Tutt'oggi il rame viene estratto in molte altre aree degli Stati Uniti, inclusi Utah, Nevada e Tennessee.
Nel XVI secolo diventa predominante la produzione di stampe incise su matrice di rame. I primi esempi di incisione su rame sono rappresentate da mappe geografiche. Il passaggio dall'intaglio della matrice lignea all'incisione su rame diventa schiacciante però intorno alla metà del secolo. Un esempio è rappresentato dalla mappa del Piemonte di Giacomo Gastaldi riprodotta su rame da Fabio Licinio nel 1556 per l'editore Giolitto de Ferrari.

## Chimica nucleare
| Caratteristica         |                |
| ---------------------- | -------------- |
| Numero atomico         | 29             |
| Massa atomica relativa | 63 ma/kg       |
| Massa molecolare       | 63,55 g/mol    |
| Massa monoisotopica    | 62,929597 u    |
| Volume atomico         | 1,182 10−29 m3 |

### Isotopi
Esistono due isotopi stabili del rame, 63Cu e 65Cu: tutti gli altri sono instabili e molto radioattivi. Gran parte di essi ha una emivita di un minuto o meno. Il meno instabile è il 64Cu, con semivita di 12,7 ore, che può decadere in due modi diversi: cattura elettronica (ε)/emissione di positrone (β+) (61,5%) dando 64Ni (stabile) e decadimento β− (38,5%) dando 64Zn (stabile).
| Nuclide | Z(p)                   | N(n)                   | Massa monoisotopica (u) | Emivita           | Spin    |
| Nuclide | Energia di eccitazione | Energia di eccitazione | Energia di eccitazione  | Emivita           | Spin    |
| ------- | ---------------------- | ---------------------- | ----------------------- | ----------------- | ------- |
| 52Cu    | 29                     | 23                     | 51.99718(28)#           |                   | (3+)#   |
| 53Cu    | 29                     | 24                     | 52.98555(28)#           | <300 ns           | (3/2-)# |
| 54Cu    | 29                     | 25                     | 53.97671(23)#           | <75 ns            | (3+)#   |
| 55Cu    | 29                     | 26                     | 54.96605(32)#           | 40# ms [>200 ns]  | 3/2-#   |
| 56Cu    | 29                     | 27                     | 55.95856(15)#           | 93(3) ms          | (4+)    |
| 57Cu    | 29                     | 28                     | 56.949211(17)           | 196.3(7) ms       | 3/2-    |
| 58Cu    | 29                     | 29                     | 57.9445385(17)          | 3.204(7) s        | 1+      |
| 59Cu    | 29                     | 30                     | 58.9394980(8)           | 81.5(5) s         | 3/2-    |
| 60Cu    | 29                     | 31                     | 59.9373650(18)          | 23.7(4) min       | 2+      |
| 61Cu    | 29                     | 32                     | 60.9334578(11)          | 3.333(5) h        | 3/2-    |
| 62Cu    | 29                     | 33                     | 61.932584(4)            | 9.673(8) min      | 1+      |
| 63Cu    | 29                     | 34                     | 62.9295975(6)           | stabile           | 3/2-    |
| 64Cu    | 29                     | 35                     | 63.9297642(6)           | 12.700(2) h       | 1+      |
| 65Cu    | 29                     | 36                     | 64.9277895(7)           | stabile           | 3/2-    |
| 66Cu    | 29                     | 37                     | 65.9288688(7)           | 5.120(14) min     | 1+      |
| 67Cu    | 29                     | 38                     | 66.9277303(13)          | 61.83(12) h       | 3/2-    |
| 68Cu    | 29                     | 39                     | 67.9296109(17)          | 31.1(15) s        | 1+      |
| 68mCu   | 721.6(7) keV           | 721.6(7) keV           | 721.6(7) keV            | 3.75(5) min       | (6-)    |
| 69Cu    | 29                     | 40                     | 68.9294293(15)          | 2.85(15) min      | 3/2-    |
| 69mCu   | 2741.8(10) keV         | 2741.8(10) keV         | 2741.8(10) keV          | 360(30) ns        | (13/2+) |
| 70Cu    | 29                     | 41                     | 69.9323923(17)          | 44.5(2) s         | (6-)    |
| 70m1Cu  | 101.1(3) keV           | 101.1(3) keV           | 101.1(3) keV            | 33(2) s           | (3-)    |
| 70m2Cu  | 242.6(5) keV           | 242.6(5) keV           | 242.6(5) keV            | 6.6(2) s          | 1+      |
| 71Cu    | 29                     | 42                     | 70.9326768(16)          | 19.4(14) s        | (3/2-)  |
| 71mCu   | 2756(10) keV           | 2756(10) keV           | 2756(10) keV            | 271(13) ns        | (19/2-) |
| 72Cu    | 29                     | 43                     | 71.9358203(15)          | 6.6(1) s          | (1+)    |
| 72mCu   | 270(3) keV             | 270(3) keV             | 270(3) keV              | 1.76(3) µs        | (4-)    |
| 73Cu    | 29                     | 44                     | 72.936675(4)            | 4.2(3) s          | (3/2-)  |
| 74Cu    | 29                     | 45                     | 73.939875(7)            | 1.594(10) s       | (1+,3+) |
| 75Cu    | 29                     | 46                     | 74.94190(105)           | 1.224(3) s        | (3/2-)# |
| 76Cu    | 29                     | 47                     | 75.945275(7)            | 641(6) ms         | (3,5)   |
| 76mCu   | 0(200)# keV            | 0(200)# keV            | 0(200)# keV             | 1.27(30) s        | (1,3)   |
| 77Cu    | 29                     | 48                     | 76.94785(43)#           | 469(8) ms         | 3/2-#   |
| 78Cu    | 29                     | 49                     | 77.95196(43)#           | 342(11) ms        |         |
| 79Cu    | 29                     | 50                     | 78.95456(54)#           | 188(25) ms        | 3/2-#   |
| 80Cu    | 29                     | 51                     | 79.96087(64)#           | 100# ms [>300 ns] |         |

## Abbondanza e disponibilità

### Disponibilità
Il rame è un metallo che si trova naturalmente nell'ambiente, nelle rocce, nel suolo, nell'acqua e nell'aria. Il rame si trova inoltre anche come metabolita del stipite batterico K12 dell'E. coli. In natura lo si trova generalmente associato allo zolfo.

## Caratteristiche atomiche
È il primo elemento del gruppo 11 del sistema periodico, facente parte del blocco d, ed è quindi un elemento di transizione e un metallo pesante.

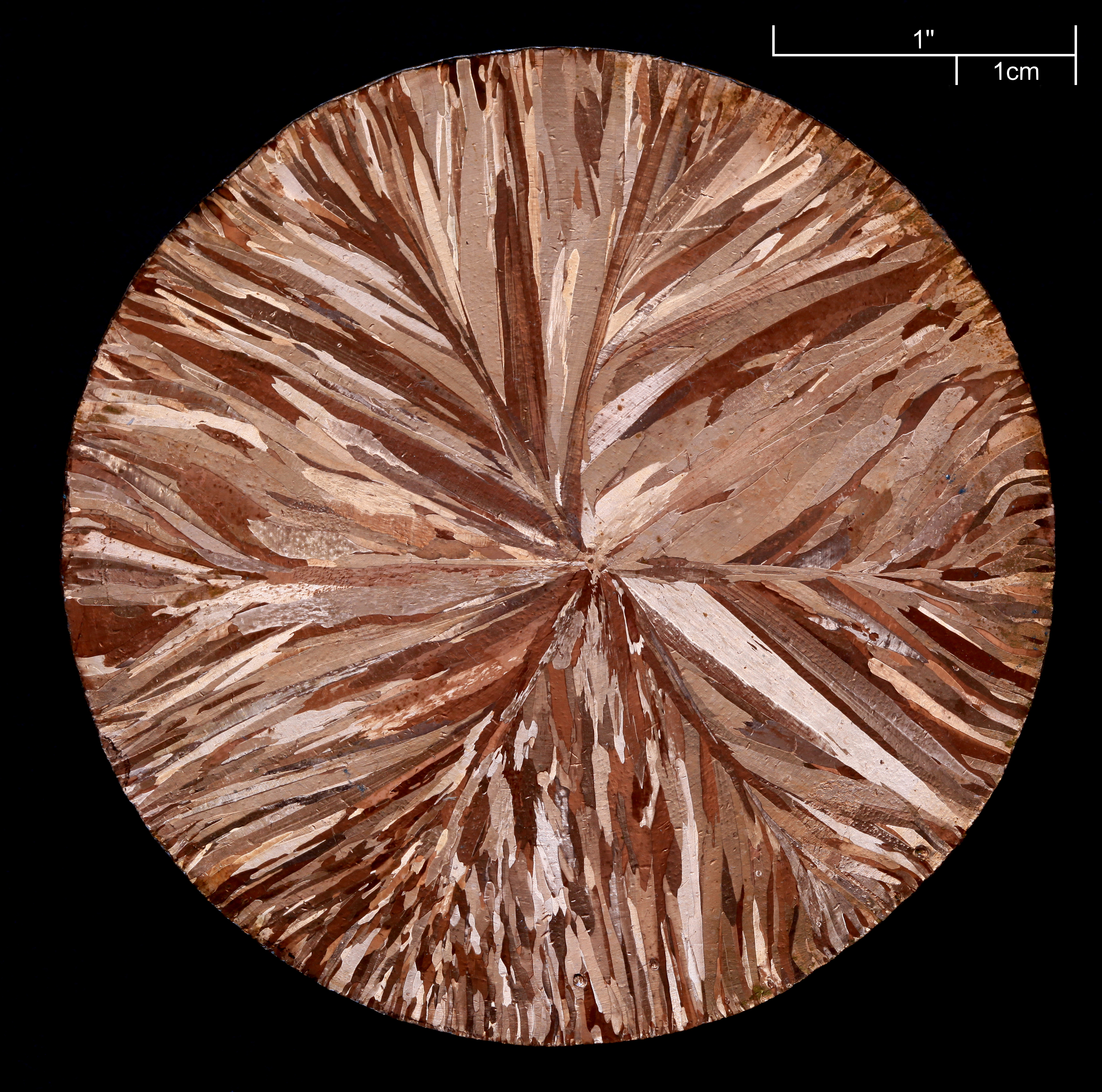
Sezione di un cilindro di rame ottenuto mediante colata continua.

## Metodi di preparazione
Il rame puro viene generalmente prodotto attraverso un processo in più fasi, che inizia con l'estrazione e la concentrazione di minerali di rame a bassa qualità contenenti solfuri di rame. Successivamente, si procede con la fusione e la raffinazione elettrolitica per ottenere un catodo di rame puro. Una quota crescente di rame viene prodotta mediante lisciviazione acida di minerali ossidati.

## Caratteristiche chimico-fisiche
Il rame è un solido metallico inodore, di colore rossastro, malleabile e duttile. Viene commercializzato anche in forma liquida o cristallina. Assume un colore verdastro, dovuto alla formazione di un carbonato basico, se esposto per lungo tempo all'umidità.
Risulta insolubile in acqua, lentamente solubile in una soluzione di ammoniaca e acqua, nonché lievemente solubile in acidi diluiti. Il coefficiente di ripartizione ottanolo/acqua è pari a -0.57. Non risulta combustibile ad eccezione di quando si trova sotto forma di polvere.
È il secondo miglior conduttore di elettricità dopo l'argento, seguito poi dall'oro, tutti e tre dello stesso gruppo 11. Nell'accezione fisica dell'espressione, fa parte dei «metalli nobili».

### Informazioni strutturali
| Caratteristica              |                         |
| --------------------------- | ----------------------- |
| Numero di coordinazione     | 2, 4                    |
| Stati di ossidazione        | −2, +1, +2, +3, +4      |
| Raggio atomico              | 1,96 Å                  |
| Raggio covalente            | 1,22 Å                  |
| Raggio di Van der Walls     | 140 pm                  |
| Gruppo spaziale             | O h 5 - Fm3m            |
| Reticolo cristallino        | cubico a facce centrate |
| Parametri reticolari a 293K | 3,6147 x 10−10 m        |
| Vettore di Burgers          | 2,556 x 10−10 m         |
| Raggio metallico            | 1,28 x 10−10 m          |
| Numero di atomi per unità   | 4                       |

### Caratteristiche elettroniche
| Caratteristica             |                          |
| -------------------------- | ------------------------ |
| Configurazione elettronica | [Ar] 3d104s1             |
| Energia di ionizzazione    | 7,72638 eV               |
| Elettronegatvità           | 1,90                     |
| Affinità elettronica       | 1,236 ± 0,033 eV         |
| Energia di 1° ionizzazione | 745,483 kJ/mol           |
| Energia di 2° ionizzazione | 1.957,919 kJ/mol         |
| Energia di 3° ionizzazione | 3.554,616 kJ/mol         |
| Energia di 4° ionizzazione | 5.536,33 kJ/mol          |
| Energia di 5° ionizzazione | 7.699,5 kJ/mol           |
| Energia di 6° ionizzazione | 9.938 kJ/mol             |
| Energia di 7° ionizzazione | 13.411 kJ/mol            |
| Energia di 8° ionizzazione | 16.017 kJ/mol            |
| Energia di Fermi           | 7,0 eV                   |
| Coefficiente di Hall       | - 5,12 x 10−11 m3/(A .S) |
| Stato magnetico            | diamagnetico             |

| Elemento | Isoel. Seq | Guscio fondamentale | Stato fondamentale | Energia di ionizzazione (eV) | Incertezza (eV) |
| -------- | ---------- | ------------------- | ------------------ | ---------------------------- | --------------- |
| Cu       | Cu         | [Ar]3d104s          | 2S1/2              | 7.726380                     | 0.000004        |
| Cu       | Ni         | [Ar]3d10            | 1S0                | 20.29239                     | 0.00006         |
| Cu       | Co         | [Ar]3d9             | 2D5/2              | 36.841                       | 0.012           |
| Cu       | Fe         | [Ar]3d8             | 3F4                | [57.38]                      | 0.05            |
| Cu       | Mn         | [Ar]3d7             | 4F9/2              | [79.8]                       | 0.7             |
| Cu       | Cr         | [Ar]3d6             | 5D4                | [103.0]                      | 1.0             |
| Cu       | V          | [Ar]3d5             | 6S5/2              | [139.0]                      | 1.2             |
| Cu       | Ti         | [Ar]3d4             | 5D0                | (166.0)                      | 2.1             |
| Cu       | Sc         | [Ar]3d3             | 4F3/2              | (198.0)                      | 2.2             |
| Cu       | Ca         | [Ar]3d2             | 3F2                | [232.2]                      | 0.5             |
| Cu       | K          | [Ar]3d              | 2D3/2              | 265.33                       | 0.25            |
| Cu       | Ar         | [Ne]3s23p6          | 1S0                | [367.0]                      | 0.9             |
| Cu       | Cl         | [Ne]3s23p5          | 2P°3/2             | [401.0]                      | 0.3             |
| Cu       | S          | [Ne]3s23p4          | 3P2                | [436.0]                      | 0.6             |
| Cu       | P          | [Ne]3s23p3          | 4S°3/2             | [483.1]                      | 0.9             |
| Cu       | Si         | [Ne]3s23p2          | 3P0                | [518.7]                      | 1.2             |
| Cu       | Al         | [Ne]3s23p           | 2P°1/2             | [552.8]                      | 2.1             |
| Cu       | Mg         | [Ne]3s2             | 1S0                | [632.5]                      | 0.6             |
| Cu       | Na         | [Ne]3s              | 2S1/2              | [670.608]                    | 0.020           |
| Cu       | Ne         | 1s2s2p6             | 1S0                | [1 690.5]                    | 0.9             |
| Cu       | F          | 1s2s2p5             | 2P°3/2             | [1 800]                      | 3               |
| Cu       | O          | 1s2s2p4             | 3P2                | [1 918]                      | 4               |
| Cu       | N          | 1s2s2p3             | 4S°3/2             | [2 044]                      | 6               |
| Cu       | C          | 1s2s2p2             | 3P0                | [2 179.4]                    | 1.5             |
| Cu       | B          | 1s2s2p              | 2P°1/2             | [2 307.3]                    | 1.0             |
| Cu       | Be         | 1s2s2               | 1S0                | [2 479.1]                    | 2.2             |
| Cu       | Li         | 1s2s                | 2S1/2              | (2 586.954)                  | 0.007           |
| Cu       | He         | 1s2                 | 1S0                | (11 062.4309)                | 0.0011          |
| Cu       | H          | 1s                  | 2S1/2              | (11 567.6237)                | 0.0005          |

### Caratteristiche termodinamiche
| Caratteristica                              |                           |
| ------------------------------------------- | ------------------------- |
| Punto di ebollizione                        | 2.595 °C                  |
| Punto di fusione                            | 1.083 °C                  |
| Entalpia di vaporizzazione                  | 1150 cal/g                |
| Entalpia standard di formazione del gas     | 337,60 kJ/mol             |
| Entalpia standard di formazione del liquido | 11,86 kJ/mol              |
| Entalpia di fusione                         | 48,9 cal/g                |
| Entropia standard di formazione             | 166,40 J/mol*K a 1 bar    |
| Entropia del liquido in condizioni standard | 41,62 J/mol*K             |
| Entropia del solido in condizioni standard  | 33,17 J/mol*K             |
| Capacità termica (solido)                   | 0,092 cal/g/deg C a 20 °C |
| Capacità termica (liquido)                  | 0.112 cal/g/deg C         |

### Stato gassoso
| Caratteristica      |                   |
| ------------------- | ----------------- |
| Pressione di vapore | 1 Torr a 1.628 °C |

### Stato solido
| Caratteristica              |                |                |
| --------------------------- | -------------- | -------------- |
| Gravità specifica           | 8,9            | 8,9            |
| Durezza (scala di Mohs)     | 3,0            | 3,0            |
| Durezza (scala di Rockwell) | F              | 54 min         |
| Durezza (scala di Rockwell) | T              | 15 min         |
| Densità                     | 8,96 g/cm³     | 8,96 g/cm³     |
| Modulo di taglio            | 48,3 GPa       | 48,3 GPa       |
| Modulo di elasticità        | 129,8 GPa      | 129,8 GPa      |
| Modulo di compressibilità   | 137,8 GPa      | 137,8 GPa      |
| Resistenza alla trazione    | 32.000 psi min | 32.000 psi min |

### Proprietà di trasporto
| Caratteristica                      |                                 |
| ----------------------------------- | ------------------------------- |
| Resistività elettrica               | 1,673 microohm/cm               |
| Conducibilità termica               | 226 BTU/Sq Ft/Ft/Hr °C a 20 °C  |
| Coefficiente di dilatazione termica | 9,8 x 10−6/°C da 20 °C a 300 °C |
| Velocità del suono                  | 3.810 m/s                       |

## Caratteristiche chimiche

### Stati di ossidazione
I due stati di ossidazione più comuni del rame sono +1 (ione rameoso, Cu+) e +2 (ione rameico, Cu2+) che partecipano alla formazione di due serie di sali. Entrambi i tipi di valenza formano ioni complessi che sono stabili. Due esempi sono l'ossido di rame(I) (Cu2O, detto anche «ossidulo di rame»), un semiconduttore di colore rosso rosato, e l'ossido di rame(II) (CuO), di colore nero.
Esistono inoltre due stati di ossidazione più rari, +3 e +4. Il rame(III) forma l'ossoanione [CuO2]−, i cui sali con vari ioni metallici sono noti come cuprati, ad esempio KCuO2; il rame (III) è presente anche, insieme a Cu(II), negli ossidi superconduttori ad alta temperatura, tra cui i cuprati di ittrio e bario, non esattamente stechiometrici e formulabili idealmente come YBa2Cu3O7. Inoltre, all'interno di alcuni enzimi sono stati riscontrati come intermedi specie formulate come Cu(II)−O• / Cu(III)=O. Il rame(IV) è presente nei sali dell'anione complesso [CuF6]2− (esafluorocuprato(IV)), come quello di cesio Cs2CuF6.

### Reattività
Il potenziale di riduzione del rame, come quello degli altri metalli del gruppo IB, è positivo, pertanto non si scioglie negli acidi non ossidanti come l'acido cloridrico e l'acido solforico, mentre reagisce facilmente con acido nitrico, acido solfidrico e acido bromidrico. Come gli altri elementi dello stesso gruppo, ha la tendenza a formare ioni complessi. Molti composti del rame sono blu perché contengono lo ione Cu(H2O)42+ (es. solfato di rame).

### Ossidazione
Il processo di ossidazione che conferisce al rame la sua caratteristica patina verde è il risultato dell'esposizione a un'atmosfera acida. Questo processo è più rapido in alcune aree metropolitane, marine e industriali, dove sono presenti concentrazioni più elevate di inquinanti. Quando l'umidità acida entra in contatto con le superfici di rame esposte, reagisce con il rame formando solfato di rame. Durante la reazione con il rame, l'acido viene neutralizzato. La patina alla fine ricopre la superficie e vi aderisce saldamente, fornendo uno strato protettivo contro ulteriori intemperie.

### Corrosione
Poiché il rame ha uno dei numeri galvanici più alti tra i metalli nobili, non subirà danni dal contatto con nessuno di essi. Tuttavia, provocherà la corrosione degli altri metalli se a contatto diretto. La soluzione consiste nel prevenire tale contatto diretto utilizzando materiali di separazione, come vernici specifiche o guarnizioni. Non è necessario isolare il rame dal piombo, dallo stagno o dall'acciaio inossidabile nella maggior parte delle circostanze. I principali metalli da considerare in termini di contatto diretto sono l'alluminio e lo zinco. Ferro e acciaio non rappresentano generalmente un problema, a meno che la loro massa non sia simile o inferiore a quella del rame.
Un altro tipo di corrosione che colpisce il rame è causato dal flusso di acqua acida concentrato su una piccola area. Questo fenomeno, spesso chiamato "corrosione da erosione", si verifica quando la pioggia cade su un tetto non in rame, come tegole, ardesia, legno o asfalto. L'acqua acida non viene neutralizzata mentre scorre sul materiale inerte. Quando l'acqua raccolta su una superficie ampia viene deviata o raccolta da un piccolo rivestimento o grondaia in rame, il rame può deteriorarsi prima che sviluppi una patina protettiva.
Un altro tipo di corrosione si verifica ai bordi di scolo dei materiali di copertura inerti che convogliano l'acqua in una grondaia. Se le tegole sono direttamente a contatto con il rame, l'effetto corrosivo è amplificato poiché l'umidità viene trattenuta lungo il bordo per azione capillare, provocando la "corrosione lineare".
| Composti del rame                                                                   | Composti del rame | Composti del rame                                                              | Composti del rame | Composti del rame                        |
| ----------------------------------------------------------------------------------- | --- | ------------------------------------------------------------------------------ | --- | ---------------------------------------- |
| Acetato rameico Ajoite Antlerite Aspirinato di rame Atacamite Auricalcite Azzurrite | Olivinite Ossicloruro di rame Ossido di ittrio bario e rame Ossido di rame bario e terre rare Ossido rameico Ossido rameoso | Seleniuro di rame indio e gallio Solfato rameicoSolfato rameosoSolfuro rameico | Calcantite Calcopirite Calcocite Carbonato rameico Cianuro di rame(I) Cloruro rameico Cloruro rameoso Covellite Crisocolla Cuprato Cuprite | Reattivi di Gilman Reattivo di Schweizer |
| Bornite Bromuro di rame(I) Bromuro di rame(II)                                      | Esafluorofosfato di tetrakis(acetonitrile)rame(I)                                                                           | Malachite Modulo fotovoltaico CIGS                                             | Nitrato rameico | Verde di Parigi Verde di Scheele         |
| YBCO                                                                                | Idrossido carbonato rameico Idrossido di rame (II) Ioduro rameoso                                                           | Dioptasio                                                                      | Perossido di rame Plastocianina | Tetraedrite Turchese                     |

## Applicazioni
Il rame è utilizzato per realizzare molti tipi di prodotti, come fili, tubi idraulici e lamiere. I centesimi statunitensi prodotti prima del 1982 sono fatti di rame, mentre quelli realizzati dopo il 1982 sono solo rivestiti in rame. Il rame viene anche combinato con altri metalli per creare tubi e rubinetti in ottone e bronzo. I composti del rame sono comunemente usati in agricoltura per trattare malattie delle piante come la muffa, per il trattamento delle acque e come conservanti per legno, pelle e tessuti.
Grazie alle sue proprietà, sia singolarmente che in combinazione, di elevata duttilità, malleabilità, conducibilità termica ed elettrica e resistenza alla corrosione, il rame è diventato un metallo industriale di grande importanza, classificandosi al terzo posto dopo il ferro e l'alluminio per quantità consumate. Gli utilizzi elettrici del rame rappresentano circa i tre quarti dell'uso totale del rame. La costruzione edilizia è il mercato singolo più grande, seguita da elettronica e prodotti elettronici, trasporti, macchinari industriali e prodotti per i consumatori e di uso generale. I sottoprodotti del rame provenienti dalla produzione e da prodotti obsoleti vengono facilmente riciclati e contribuiscono in modo significativo alla fornitura di rame.
Le principali applicazioni del rame sono nei cavi elettrici (60%), nelle coperture e negli impianti idraulici (20%) e nei macchinari industriali (15%). Il rame viene utilizzato principalmente come metallo puro, ma quando è richiesta una maggiore durezza, viene legato in leghe come l’ottone e il bronzo (che rappresentano il 5% dell’uso totale). Da oltre due secoli, la vernice al rame viene impiegata sugli scafi delle imbarcazioni per controllare la crescita di alghe e molluschi. Una piccola parte della fornitura di rame è destinata a integratori alimentari e fungicidi in agricoltura. Anche se è possibile lavorare il rame, per la creazione di parti complesse si preferiscono le leghe, grazie alla loro migliore lavorabilità.
Nell'ambito delle energie rinnovabili (impianti solari e eolici), l'utilizzo di cavi in rame garantische un trasporto efficiente dell'energia elettrica prodotta dall'impianto. Nei sistemi HVAC, i giunti Refnet, i raccordi in rame e quelli per tubazioni e impianti idraulici offrono prestazioni durature e con perdite minime.

### Medicina
Il rame è utilizzato:
- nei contraccettivi intrauterini
- nella nutrizione parenterale totale[54]
- come integratore alimentare[55]
- in medicina veterinaria[56]
- come agente batteriostatico[57]
- nella PET
- nel tracciamento radioimmunologico
- nella radioterapia[58]

### Cosmetica
Il rame viene utilizzato nel settore cosmetico come colorante.

### Industria alimentare
Il rame viene utilizzato nell'industria alimentare come colorante alimentare.

### Agricoltura
Il rame è impiegato nel settore agricolo come alghicida e antimicrobico.

### Elettronica ed elettrotecnica
Il rame viene impiegato per la trasmissione e la generazione di energia, il cablaggio degli edifici, le telecomunicazioni e i prodotti elettrici ed elettronici.

### Industria automobilistica
Il rame viene utilizzato nei radiatori e negli scambiatori di calore delle auto, nonché nei tubi dei freni idraulici.

### Edilizia e architettura
Il rame più comunemente utilizzato per applicazioni di fogli e strisce è conforme alla norma ASTM B370. È composto dal 99,9% di rame ed è disponibile in sei gradi di durezza indicati dalla norma ASTM B370 come: 060 (morbido), H00 (laminato a freddo), H01 (laminato a freddo, alta resa), H02 (semi-duro), H03 (tre quarti duro) e H04 (duro). Il rame a tempra morbida è estremamente malleabile e più adatto per applicazioni come lavori ornamentali intricati. Storicamente è stato utilizzato nella costruzione di edifici. A causa della sua bassa resistenza, era necessario utilizzare materiale di spessore elevato. Di conseguenza, l'uso del rame a tempera morbida non è raccomandato per la maggior parte delle applicazioni edilizie.
Con lo sviluppo del rame laminato a freddo, lo spessore del materiale può essere ridotto senza compromettere la bassa manutenzione e lunga durata. La tempra laminata a freddo è meno malleabile rispetto al rame a tempra morbida, ma è molto più resistente. È di gran lunga il tipo di rame più popolare attualmente utilizzato nella costruzione. I tetti in rame offrono un'ideale protezione contro i fulmini, a condizione che il tetto, le grondaie e i discendenti siano elettricamente interconnessi e adeguatamente collegati a terra.
Una delle caratteristiche del rame è la sua elevata conducibilità elettrica. Questa proprietà, combinata con altre caratteristiche fisiche come la duttilità, la malleabilità e la facilità di saldatura, lo rende un materiale ideale per la schermatura elettromagnetica. Il rame in fogli può essere modellato in praticamente qualsiasi forma e dimensione e collegato elettricamente a un sistema di messa a terra per creare una schermatura elettromagnetica efficace.
Il rame viene inoltre utilizzato nelle serrature, nelle maniglie, pomelli e altre finiture d'arredamento, nonché nei rivestimenti protettivi.

### Altre applicazioni
Altri usi comuni del rame sono:
- nella produzione di padelle e altre pentole[63]
- nella produzione di posate da tavola[64]
- nelle vernici e supporto per opere d'arte[65]
- nei condensatori di vapore[66]
- nelle guide d'onda per apparati radio e radar a microonde[67]
- nelle valvole termoioniche[68]
- nei tubi a raggi catodici[69]
- nei magnetron dei forni a microonde[70]
- per il conio di monete[71]
- nella produzione di ceramiche[72]
- nella produzione del vetro[73]
- negli strumenti musicali, soprattutto gli ottoni;
- come rivestimento delle parti esterne sommerse delle navi per evitare che mitili e molluschi marini vi aderiscano[74]
- nell'industria chimica (es. la soluzione di Fehling)[75]
- nei superconduttori[76]

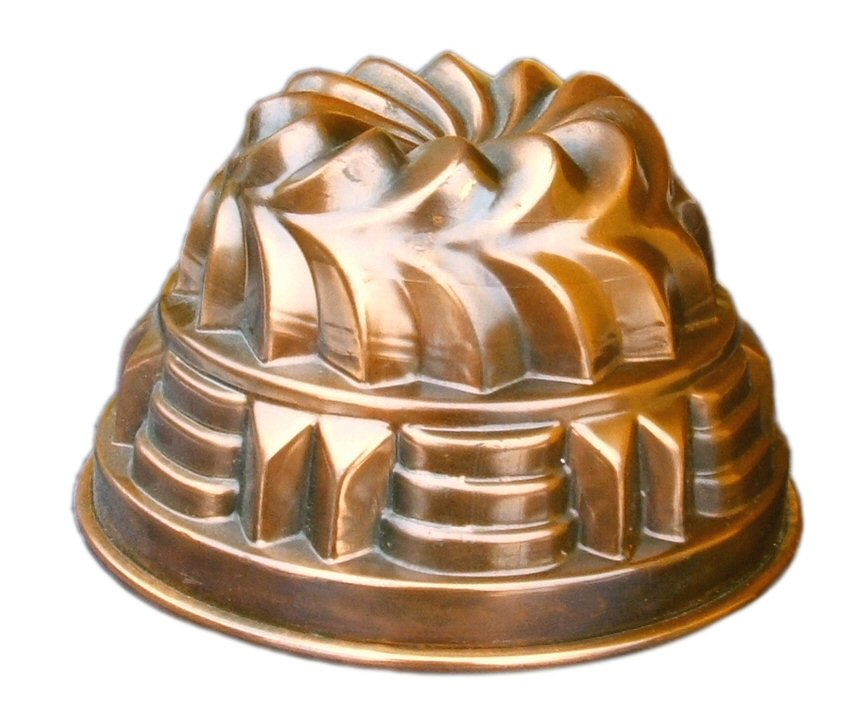
Stampo per budino in rame
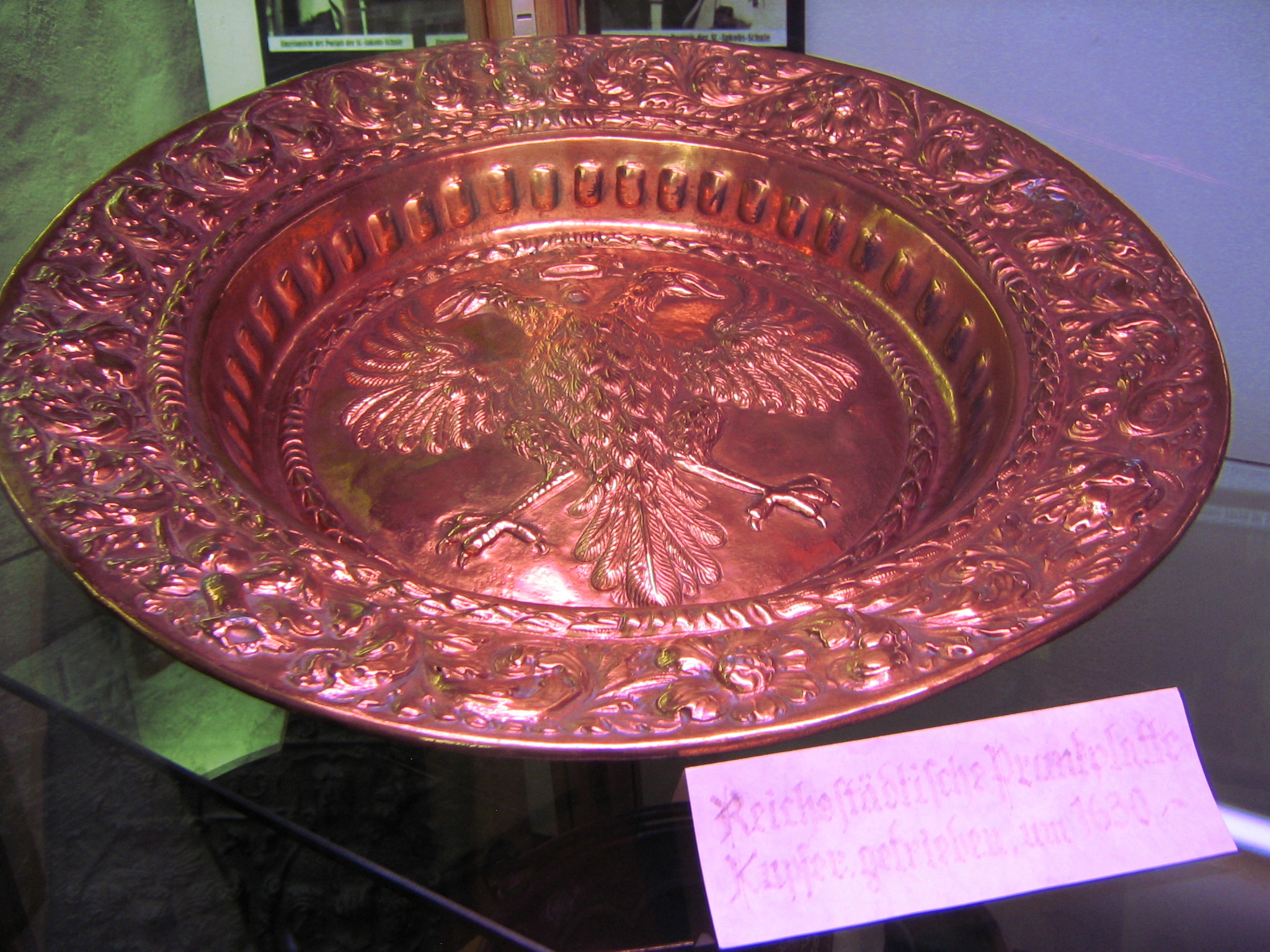
Antico piatto in rame
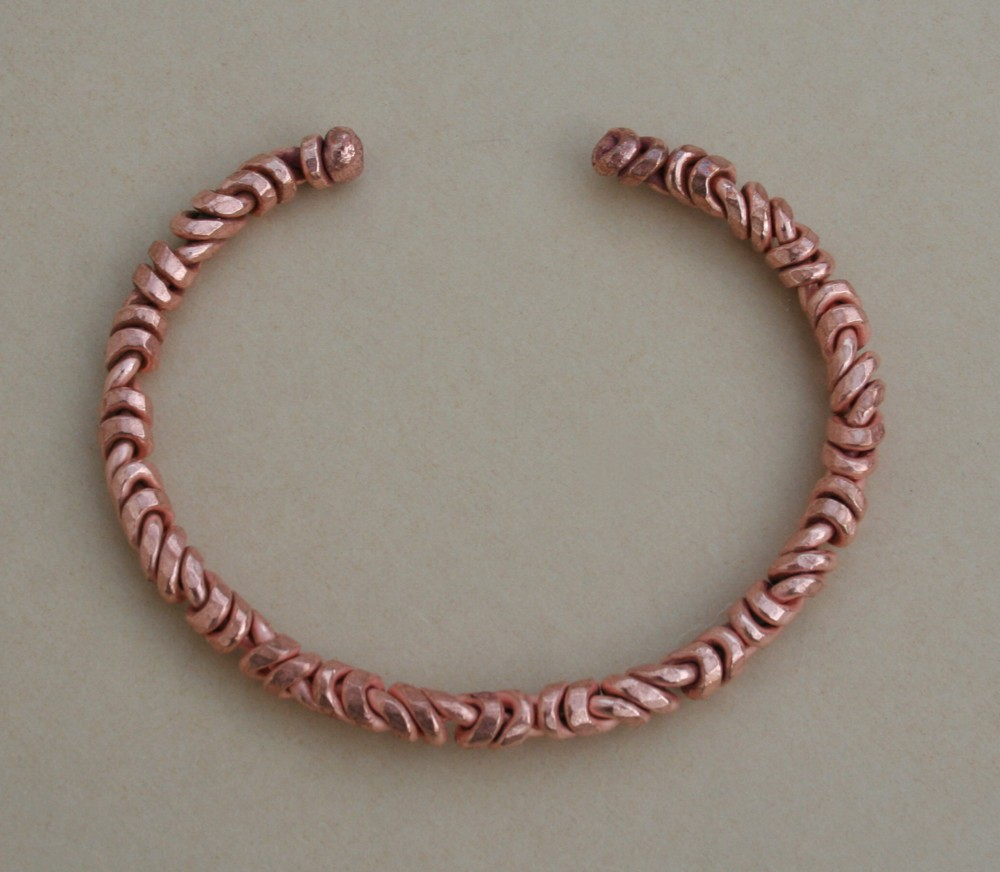
Braccialetto in rame
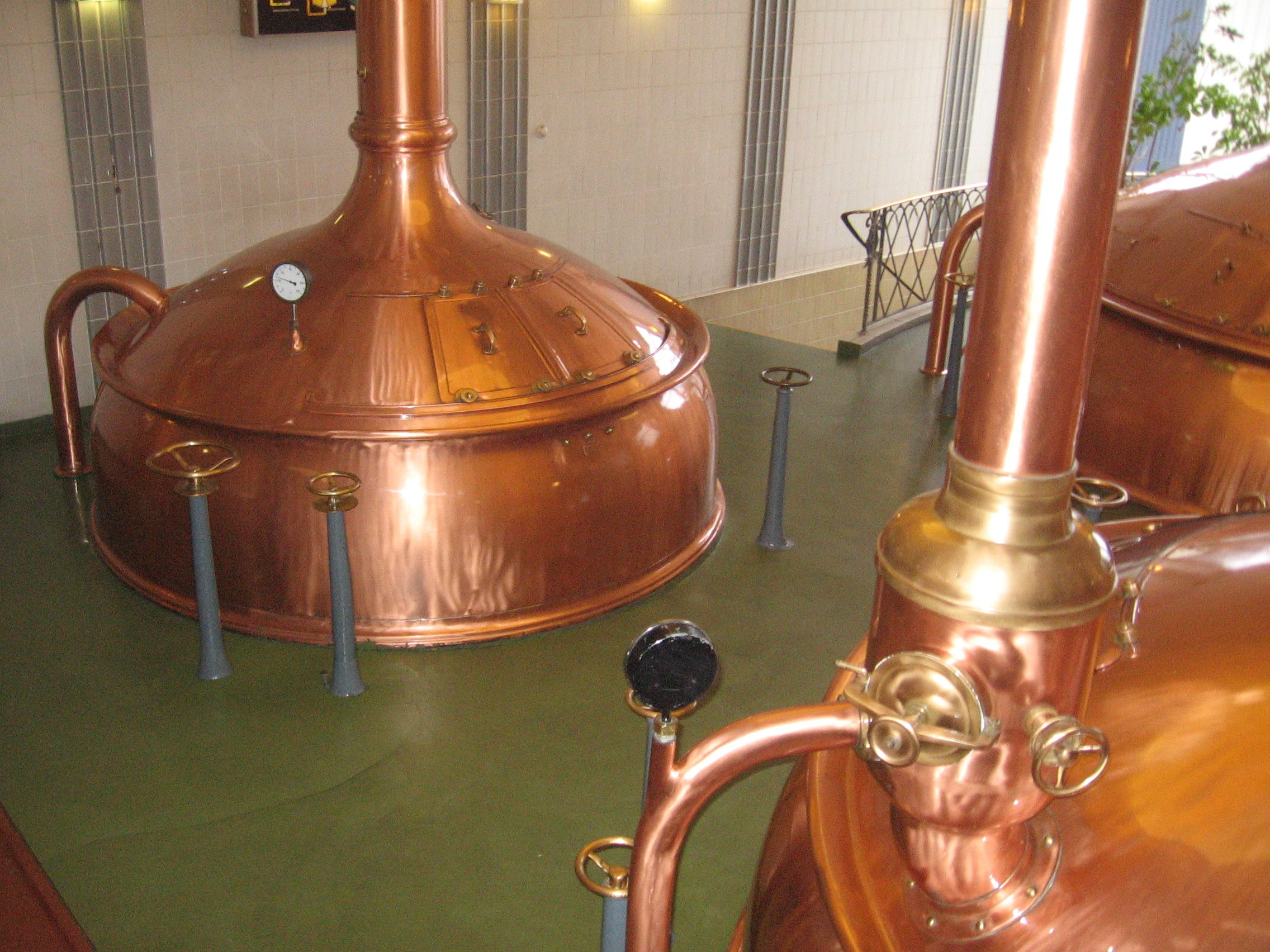
Caldaie in rame per la cottura della birra

## Importanza biologica
Il rame è un elemento essenziale per le piante e gli animali, inclusi gli esseri umani, pertanto deve essere assorbito attraverso il cibo, l'acqua e la respirazione. Il rame, anche se presente in tracce, è un metallo essenziale per la crescita e lo sviluppo del corpo umano. Le proteine e gli enzimi contenenti rame si ritrovano in tutti i regni ad eccezione degli archea anaerobiotici.
Negli organismi, si trovano nello spazio extracellulare, ad eccezione della superossido dismutasi cellulare e delle proteine coinvolte nel trasporto del rame. Le proteine e gli enzimi del rame sono rispettivamente proteine redox o ossidoriduttasi, le cui reazioni si collocano in intervalli di potenziali redox relativamente elevati. Le proteine del rame agiscono come trasportatori di elettroni o di ossigeno. Nel trasporto del rame, operano come depositarie, trasportatori e chaperoni. Gli enzimi del rame funzionano come ossidasi, mono- e diossigenasi, enzimi che scompongono il superossido e riduttasi di ossidi di azoto (NOx).
Nei centri attivi redox, il rame è in uno stato di coordinazione permanente e cambia reversibilmente tra lo stato redox Cu(I)/Cu(II) durante i processi di catalisi e trasferimento elettronico. In base alle esigenze della reazione catalizzata, la natura ha creato diversi centri di rame mononucleari (tipo-1 e tipo-2), binucleari (tipo-3, CuA e eme-CuB), trinucleari (tipo-2/tipo-3 accoppiati) e tetranucleari (CuZ).
Ecco in sintesi la funzione di alcuni enzimi in cui è presente il rame:
- Diammina-ossidasi: inattiva l'istidina rilasciata durante le reazioni allergiche e le poliammine coinvolte nella proliferazione cellulare;
- Monoamina-ossidasi: è importante per la degradazione della serotonina e per catecolammine come la epinefrina, la norepinefrina e la dopamina;
- Lisil-ossidasi: usa la lisina e l'idrossilisina che si trovano nel collagene e nell'elastina per produrre le reticolazioni necessarie per lo sviluppo dei tessuti connettivi di ossa, denti, pelle, polmoni e sistema vascolare;
- Ferrossidasi: sono gli enzimi che si trovano nel plasma sanguigno, con la funzione di ossidare gli ioni ferrosi e facilitare il legame del ferro alla transferrina (la molecola che lega e trasporta il ferro). Tra questi ricordiamo:
  - Ceruloplasmina: è il principale enzima a base di rame che si trova nel sangue; possiede anche funzioni antiossidanti, prevenendo il danneggiamento dei tessuti associato alla ossidazione degli ioni ferrosi
  - Ferrossidasi II: anch'essa catalizza l'ossidazione del ferro(2+).
- Citocromo-C-ossidasi: presente nei mitocondri, catalizza la riduzione dell'ossigeno ad acqua, permettendo la sintesi dell'adenosin trifosfato (ATP). L'attività della citocromo-C-ossidasi è massima nel cuore ed è alta anche nel cervello e nel fegato;
- Dopamina-beta-idrossilasi: catalizza la conversione della dopamina a norepinefrina nel cervello. Pertanto, la carenza di rame può portare a bassi livelli di norepinefrina in uomini e animali;
- Rame/zinco Superossido-dismutasi (Cu/Zn SOD): presente nella maggior parte delle cellule del corpo umano, protegge i composti intracellulari dai danni ossidativi. È presente in alte concentrazioni alte nel cervello, nella tiroide e nel fegato;
- Tirosinasi: catalizza la conversione della tirosina in dopamina e l'ossidazione della dopamina a dopachinone, intermedi nella sintesi della melanina.
- PAM (Peptidoglicina Alpha-amilante Monoossigenasi): necessaria per la bioattivazione dei peptidi;
- Fattori di coagulazione V (proaccelerina) e VIII (Fattore antiemofilico A): sono componenti non enzimatici del processo di coagulazione del sangue.

## Effetti sull'uomo e sull'ambiente
Nel quadro normativo dell'Unione europea e del regolamento REACH, nel 2000 l'Industria del rame ha dato il via a una valutazione volontaria dei rischi (VRA, Voluntary Risk Assessment) connessi al rame e a quattro suoi composti: l'ossido rameico, l'ossido rameoso, il solfato di rame(II) pentaidrato e l'ossicloruro di rame.
Le principali conclusioni raggiunte dalla Commissione europea e dagli esperti degli Stati Membri, contenute in un dossier di 1800 pagine, sono le seguenti:
- l'utilizzo dei prodotti di rame risulta, in generale, sicuro per l'ambiente e per la salute dei cittadini dell'Europa;
- per l'acqua potabile, il valore soglia perché si verifichino effetti acuti è di 4,0 mg/l, mentre il livello cui il grande pubblico è in generale esposto risulta di 0,7 mg/l. Ciò è coerente con il livello guida del rame di 2,0 mg/l, stabilito dall'Organizzazione Mondiale della Sanità;
- per gli adulti, l'assunzione minima giornaliera di rame attraverso la dieta è di 1 mg, con una soglia massima di 11 mg. L'assunzione media reale si colloca tra 0,6 e 2 mg, suggerendo così che un aspetto problematico possa essere quello di una carenza;
- il rame non è un materiale CMR (cancerogeno, mutageno, dannoso per la riproduzione) o PBT (persistente, bio-accumulante, tossico).

## Curiosità
- nel 1886, la Statua della Libertà rappresentava la singola struttura realizzata con il maggior quantitativo di rame (62.000 libbre).[82] Per costruirla, circa 80 tonnellate di lastre di rame furono tagliate e martellate fino a raggiungere uno spessore di circa 2,3 mm (3/32 di pollice), equivalente a quello di due monete statunitensi sovrapposte;[83]
- il rame è il minerale simbolo dello Stato dell'Utah;[15]
- una tonnellata di rame garantisce funzionalità a 40 automobili, alimenta 100.000 telefoni cellulari, consente operazioni in 400 computer e distribuisce elettricità a 30 abitazioni.[84]